# Derbyshire Dales
Derbyshire Dales è un distretto del Derbyshire, Inghilterra, Regno Unito, con sede a Matlock.
Il distretto fu creato con il Local Government Act 1972, il 1º aprile 1974 dalla fusione dei distretti urbani di Ashbourne, Bakewell, Matlock e Wirksworth con il distretto rurale di Blackwell e il distretto rurale di Ashbourne.

## Località e parrocchie
Le località del distretto includono:
- Alsop-en-le-Dale, Ashford-in-the-Water
- Bakewell, Baslow, Beeley, Biggin, Birchover, Bonsall, Bradbourne, Bradwell, Brassington, Bretton
- Calver, Carsington, Chelmorton, Cromford, Curbar
- Darley Dale
- Earl Sterndale, Edensor, Elton, Eyam
- Fenny Bentley, Foolow, Froggatt
- Great Hucklow, Great Longstone, Grindleford
- Hassop, Hathersage, Hognaston
- Kirk Ireton, Kniveton
- Little Hucklow, Litton
- Matlock, Matlock Bath, Middleton-by-Wirksworth Middleton-by-Youlgreave, Monyash
- Over Haddon
- Parwich
- Rowsley
- Stanton-in-Peak, Stoney Middleton
- Taddington, Tansley, Thorpe, Tideswell, Tissington
- Wardlow, Wensley, Winster, Wirksworth
- Youlgreave

Le parrocchie del distretto sono:
| - Abney and Abney Grange - Aldwark - Alkmonton - Ashbourne - Ashford in the Water - Atlow - Bakewell - Ballidon - Baslow and Bubnell - Beeley - Biggin - Birchover - Blackwell in the Peak - Bonsall - Boylestone - Bradbourne - Bradley - Bradwell - Brailsford - Brassington - Brushfield - Callow - Calver - Carsington - Chatsworth - Chelmorton - Clifton and Compton - Cromford - Cubley - Curbar - Darley Dale - Doveridge - Eaton and Alsop - Edensor - Edlaston and Wyaston - Elton - Eyam | - Fenny Bentley - Flagg - Foolow - Frogatt - Gratton - Great Hucklow - Great Longstone - Grindleford - Grindlow - Harthill - Hartington Middle Quarter - Hartington Nether Quarter - Hartington Town Quarter - Hassop - Hathersage - Hazlebadge - Highlow - Hognaston - Hollington - Hopton - Hulland - Hulland Ward - Hungry Bentley - Ible - Ivonbrook Grange - Kirk Ireton - Kniveton - Lea Hall - Little Hucklow - Little Longstone - Litton - Longford - Mapleton - Marston Montgomery - Matlock Bath - Matlock Town - Mercaston | - Middleton - Middleton and Smerrill - Monyash - Nether Haddon - Newton Grange - Norbury and Roston - Northwood and Tinkersley - Offcote and Underwood - Offerton - Osmaston - Outseats - Over Haddon - Parwich - Pilsley - Rodsley - Rowland - Rowsley - Sheldon - Shirley - Snelston - Somersal Herbert - South Darley - Stanton - Stoney Middleton - Sudbury - Taddington - Tansley - Thorpe - Tideswell - Tissington - Wardlow - Wheston - Winster - Wirksworth - Yeaveley - Yeldersley - Youlgreave |